# Waikaretaheke (rivière)

La rivière Waikaretaheke  (en anglais : Waikaretaheke River) est un cours d’eau de la région de la Hawke's Bay dans l’Île du Nord de la  Nouvelle-Zélande.

## Géographie
Elle sert d’émissaire pour le lac Waikaremoana, s’écoulant vers le sud-est à partir de la berge sud-est du lac pour atteindre la rivière Waiau  à 20 kilomètres au nord-ouest de la ville de Wairoa. La   State Highway 38/S H 38 suit le cours de la rivière sur la plus grande partie de sa longueur.

(en) Land Information New Zealand, « détail emplacement: Waikaretaheke (rivière) », sur New Zealand Gazetteer